# سيبتيما بوينزيت كلارك
سيبتيما بوينزيت كلارك (3 مايو 1898 – 15 ديسمبر 1987). كانت مدرّسة أمريكية من أصل أفريقي وناشطة في مجال الحقوق المدنية. استحدثت كلارك حلقات تدريبية لمحو الأمية والمواطنة لعبت دورًا هامًا في حملة حقوق التصويت والحقوق المدنية للأمريكيين من أصل أفريقي ضمن حركة الحقوق المدنية. لم يلق عمل سيبتيما كلارك تقديرًا كافيًا من الرجال في الجنوب. عرفت باسم «الملكة الأم» أو «جدة» حركة الحقوق المدنية في الولايات المتحدة. وصف مارتن لوثر كينغ الابن عمومًا كلارك بأنها «أم الحركة». الحجة التي ساقتها كلارك حيال موقفها في حركة الحقوق المدنية هي زعمها أن «المعرفة يمكن أن تمكّن الفئات المهمشة بطرق لا يمكن للمساواة القانونية الرسمية المساهمة فيها».

## نشأتها
ولدت كلارك في تشارلستون، كارولاينا الجنوبية، في عام 1898. تأثرت حياتها في تشارلستون كثيرًا بعصر إعادة الإعمار، وكذلك علاقات السلطة خلال ذلك الوقت. طبقت سياسات الفصل بصرامة في تشارلستون وكانت المدينة مقسمة حسب الطبقات. استعبد والدها بيتر بوينزيت منذ ولادته في مزرعة جويل بوينزيت بين نهر واكاماو وجورجتاون. كان جويل روبرتس بوينزيت سياسيًا أمريكيًا بارزًا في عصره، وخط اسمه في مصنع بوينزيتيا. كان بيتر خادمًا في بيت جويل، واشتملت مهمته الرئيسية إلى إيصال الأولاد من وإلى المدرسة كل يوم. بعد العبودية، وجد بيتر عملًا ضمن سفينة في ميناء تشارلستون. خلال إحدى رحلاته، ذهب إلى هاييتي، وحينها التقى فيكتوريا، أم كلارك. تزوج الاثنان في جاكسونفيل بفلوريدا ثم عادا إلى تشارلستون.
ولدت والدتها، فيكتوريا وارن أندرسون بوينزيت، في تشارلستون، ولكنها ترعرعت في هايتي على يد أخيها الذي أخذها هي وشقيقتيها هناك عام 1864. لم تتعرض فيكتوريا للعبودية قط، وتعهدت بأن لا تكون خادمة لأحد. عادت إلى تشارلستون بعد الحرب الأهلية وعملت في غسل الثياب. اتصفت تربيتها لأولادها بالصرامة، إذ لم تسمح لهم باللعب مع الأطفال الآخرين إلا يومًا في الأسبوع. صممت أيضًا على أن تجعل من بناتها سيدات، لذلك علمتهن بألّا يخرجن دون ارتداء قفازات، وألا يصرخن أبدًا، وألا يأكلن في الشارع، إلخ.
عاشت فيكتوريا وارين أندرسون بوينزيت صراعًا مستمرًا نتيجة رغبتها في تحسين طبقتها الاجتماعية؛ كانت تريد العيش في مجتمع الطبقة المتوسطة ولكن على ميزانية الطبقة العاملة. أوضحت فيكتوريا لبيتر أنه لم يكن يعيلها هي وعائلتها كفاية. وربت فيكتوريا أولادها على نحو منفصل، إذ كانت متساهلة مع الذكور أكثر من الإناث. كان بإمكان الصبية تشكيل صداقات واللعب عدة أيام في الأسبوع، في حين كان على الفتيات القيام بالأعمال المنزلية وإنجاز الدروس كل يوم عدا الجمعة. تمردت كلارك على صرامة والدتها، إذ لم تصبح السيدة التي كانت تتمنى أمها أن تكون، ورفضت الزواج من رجل غريب بنظرها. تتذكر كلارك  أنها كانت تتلقى العقاب من والدها فقط في حال عدم رغبتها في الذهاب إلى المدرسة؛ إلا أنه يذكر أن والد كلارك لم يتعلم كتابة اسمه حتى السنوات الاخيرة من حياته.
كانت أول تجربة تعليمية لكلارك سنة 1904 وهي في السادسة من عمرها، عندما بدأت دراستها في مدرسة ماري ستريت. كل ما فعلته كلارك في المدرسة هو الجلوس على صف من المدرجات مع مئة طفل آخر في السادسة من العمر، ولا يتعلمون شيئًا. سرعان ما أخرجتها أمها من المدرسة. كانت هناك امرأة مسنة على الجانب الآخر من الشارع تشرف على تعليم الفتيات، لذا تعلمت كلارك القراءة والكتابة هناك. نظرًا لوضع كلارك المادي المتردي، اعتنت الأم بأطفال المرأة كل صباح وظهر مقابل تعليم ابنتها. لم تكن هناك مدرسة للسود في تشارلستون في ذلك الوقت، ولكن في سنة 1914، افتتحت مدرسة للسود تضمنت الصف السادس، والسابع، والثامن. وبعد الصف السادس، أجرت اختبارًا ووصلت إلى الصف التاسع في معهد أفيري. كانت جميع المعلمات من النساء البيضاوات، وفي عام 1914، وظف معلمون من السود، ما أثار كثيرًا من الجدل في المدينة، الذي كانت كلارك جزءًا منه فيما بعد من خلال عملها في الجمعية الوطنية للنهوض بالملونين.
تخرجت كلارك من المدرسة الثانوية عام 1916. بسبب الوضع المالي، لم تكن قادرة على الالتحاق بالجامعة في البداية، لذا أجرت امتحانًا حكوميًا في سن الثامنة عشرة للسماح لها بالتدريس. بصفتها أمريكية من أصل أفريقي، منعت من التدريس في المدارس العامة في تشارلستون بكارولاينا الجنوبية، ولكنها تمكنت من العثور على وظيفة معلمة ضمن مدرسة في مقاطعة ريفية، في جزيرة جون، أكبر الجزر البحرية. مارست مهنة التدريس في الجزر بين سنتي 1916 و1919 في مدرسة «بروميس لاند»، ثم عادت إلى أفيري وعملت فيها بين سنتي 1919 و1920. تمكنت من العودة إلى المدرسة بدوام جزئي في كولومبيا، كارولينا الجنوبية لإكمال دراستها الثانوية في بينديكت سنة 1942، ثم تلقت شهادة الماجستير من هامبتون. خلال تلك الفترة، عملت على تدريس الأطفال في النهار ومحو الأمية للكبار في الليل. طورت خلال تلك الفترة أساليب مبتكرة لتعليم الكبار القراءة والكتابة بسرعة، مستندة إلى لوازم متوافرة مثل كاتالوج شركة سيرز.
تستذكر كلارك التناقضات الصارخة التي كانت موجودة بين مدرستها ومدرسة البيض في نفس الشارع. كان في مدرسة كلارك 132 تلميذًا ومدرس واحد فقط. بكونها المديرة، تلقت كلارك راتب 35 دولارًا في الأسبوع، فيما كان المدرّس العادي يكسب 25 دولارًا. في الوقت نفسه، كان لدى مدرسة البيض في ذات الشارع 3 طلاب فقط، والمعلم الذي يعمل هناك كان يحصل على 85 دولارًا في الأسبوع. كانت تجربتها المباشرة مع عدم المساواة هذا هو ما قاد كلارك لتصبح مناصرةً فعالةً لتحقيق المساواة في الأجور بين المعلمين. في عام 1919، أدى عملها في مجال المساواة في الأجور إلى إشراكها في حركة الحقوق المدنية. في مقابلة مع روبرت بين وارن عن كتاب «من يتحدث نيابة عن السود؟»، توضح كلارك كيف أن هذه التجارب مع التدريس، وكذلك تجارب نشأتها في مدينة تشارلستون العنصرية، والتعليم في الأحياء الفقيرة، دفعتها إلى العمل من أجل الحقوق المدنية.

## الجمعية الوطنية للنهوض بالملونين
سمعت كلارك لأول مرة عن الجمعية الوطنية للنهوض بالملونين أثناء تدريسها في جزيرة جون بين عامي 1916 و1919. لم يكن هناك فرع للجمعية في الجزيرة، ولكن اجتماعًا عقد هناك قدم إليه مبعوثون عدة تحدثوا عن الجمعية ونشاطاتها. كان المفوض حينها حاضرًا لجمع المستحقات، حينها قررت الانضمام للجمعية.
في عام 1919، عادت كلارك إلى تشارلستون لتدريس الصف السادس في معهد أفيري نورمال، وهي هيئة تعليمية مخصصة للأطفال السود. في تشارلستون، انضمت إلى فرع تشارلستون للجمعية الوطنية للنهوض بالملونين وبدأت تحضر الاجتماعات بانتظام. تحت إشراف إدموند أوستن، رئيس البرنامج المحلي في تشارلستون، شاركت كلارك في أول عمل سياسي لها مع الجمعية في تشارلستون.
رغم ما أمرها به المدير، قادت كلارك طلابها في كل أنحاء المدينة، ذاهبة من باب إلى باب، طالبة توقيعات على عريضة للسماح بوجود مدراء تدريسيين سود في أفيري. حصدت 10 آلاف توقيع في يوم واحد، وفي سنة 1920 سمح بوجود مدرسين سود. في عام 1920، تمتعت كلارك بأول انتصار لها بين انتصاراتها العديدة اللاحقة عندما منح السود الحق في أن يصبحوا مدراء في المدارس العامة في تشارلستون، تحت إشراف مجلس التعليم في تشارلستون. كانت مشاركتها في الجمعية الوطنية للنهوض بالملونين أول مشاركة لها في مجال العمل السياسي. في عام 1945، عملت كلارك إلى جانب ثورغود مارشال في قضية كانت حول المساواة في الأجر بين المدرسين البيض والسود قادتها الجمعية في كولومبيا، ساوث كارولينا.